# Cyprichromis
Cyprichromis – rodzaj słodkowodnych ryb okoniokształtnych z rodziny pielęgnicowatych (Cichlidae). Mają ciało wydłużone, wrzecionowate, o zmiennym ubarwieniu. Człon Cypri w nazwie rodzaju wskazuje na podobieństwa kształtu do ryb karpiowatych (Cyprinidae), a chromis na ubarwienie. Nie przekraczają 10 cm długości. Żywią się planktonem.

## Występowanie
Są endemitami jeziora Tanganika w Afryce Wschodniej. Występują stadnie (ryba ławicowa) w wodach pelagialnych, ale blisko brzegu.

## Klasyfikacja
Gatunki zaliczane do tego rodzaju:
- Cyprichromis coloratus
- Cyprichromis leptosoma
- Cyprichromis microlepidotus
- Cyprichromis pavo
- Cyprichromis zonatus

Gatunkiem typowym rodzaju jest Paratilapia leptosoma.